# Skigebiet Hinterstoder-Höss

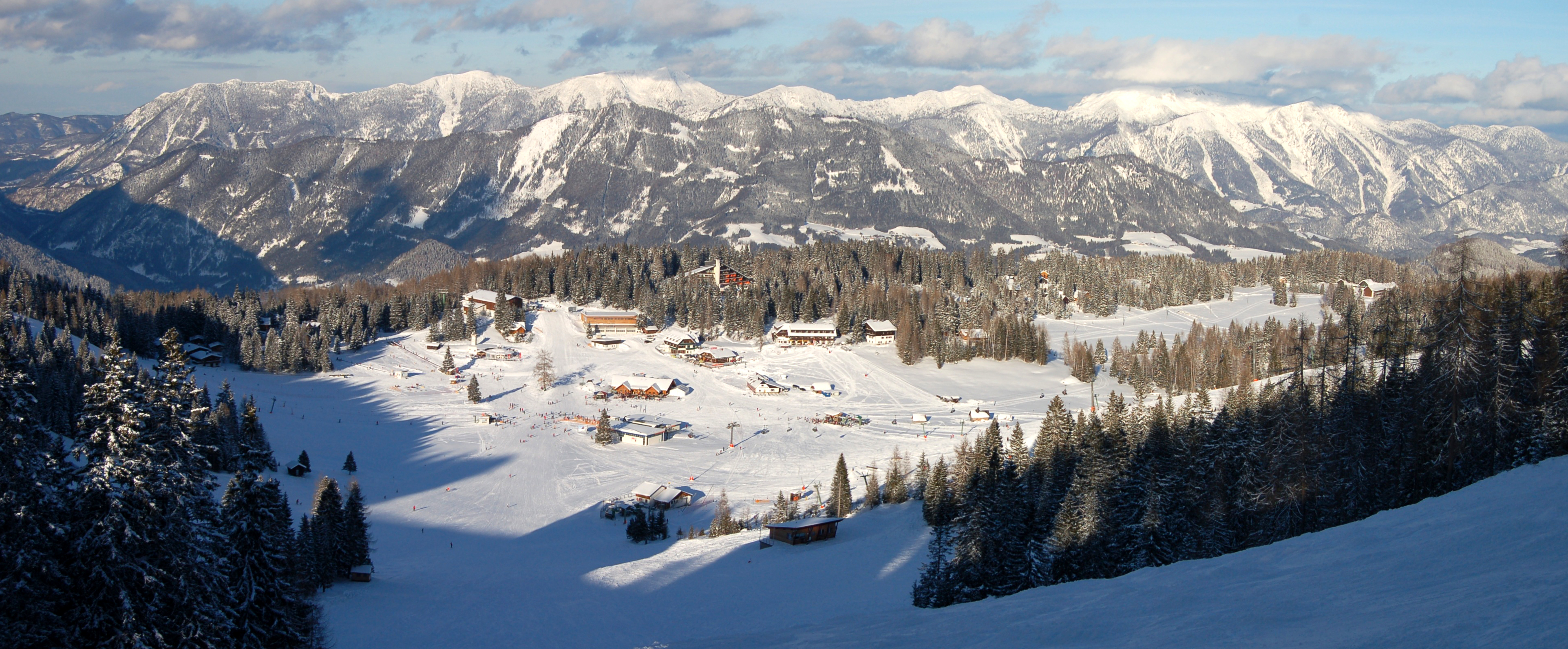
Blick auf die Hutterer Böden

Das Skigebiet Hinterstoder-Höss ist ein Wintersportgebiet in Hinterstoder, Oberösterreich. Es bietet 12 Liftanlagen mit 40 Pistenkilometern und mit der Hannes-Trinkl-Weltcupstrecke eine Piste, auf der Skirennen des alpinen Skiweltcups ausgetragen werden. Das Skigebiet erstreckt sich vom Talort Hinterstoder 600 m ü. A. bis zu den Schafkögeln auf rund 2000 m ü. A. Eine Kabinenbahn und eine Mautstraße führen zu den Hutterer Böden auf 1400 m ü. A. Sessellifte verbinden die Hutterer Böden mit der Hutterer Höss auf 1800 m ü. A. Im Sommer wird das Gebiet als Almweide und Wandergebiet genutzt.

## Sport
Seit 2006 wurden 3 Super-Gs und 4 Riesenslaloms ausgetragen. Die Hannes-Trinkl-Weltcupstrecke wurde im Jänner 2006 offiziell eröffnet. Sie wurde nach dem in der Region aufgewachsenen Weltmeister Hannes Trinkl benannt, ist 3,5 km lang und weist ein Gefälle von bis zu 60 % auf. Im Dezember 2006 sollten die ersten Weltcuprennen auf ihr stattfinden, doch wegen Schneemangels wurden die Rennen, ein Super-G und ein Riesenslalom, in höheren Lagen auf der „Wertung“ ausgetragen. 2020 wurde erstmals auch eine Alpine Kombination ausgetragen.

### Super-G
| Datum         | Piste                        | 1. Platz                | 2. Platz       | 3. Platz        |
| ------------- | ---------------------------- | ----------------------- | -------------- | --------------- |
| 20. Dez. 2006 | Wertung                      | Bode Miller             | Peter Fill     | Hermann Maier   |
| 05. Feb. 2011 | Hannes-Trinkl-Weltcupstrecke | Hannes Reichelt         | Benjamin Raich | Bode Miller     |
| 27. Feb. 2016 | Hannes-Trinkl-Weltcupstrecke | Aleksander Aamodt Kilde | Boštjan Kline  | Marcel Hirscher |
| 29. Feb. 2020 | Hannes-Trinkl-Weltcupstrecke | Vincent Kriechmayr      | Mauro Caviezel | Matthias Mayer  |

### Riesenslalom
| Datum         | Piste                        | 1. Platz            | 2. Platz         | 3. Platz             |
| ------------- | ---------------------------- | ------------------- | ---------------- | -------------------- |
| 21. Dez. 2006 | Wertung                      | Aksel Lund Svindal  | François Bourque | Kalle Palander       |
| 06. Feb. 2011 | Hannes-Trinkl-Weltcupstrecke | Philipp Schörghofer | Kjetil Jansrud   | Carlo Janka          |
| 26. Feb. 2016 | Hannes-Trinkl-Weltcupstrecke | Alexis Pinturault   | Marcel Hirscher  | Thomas Fanara        |
| 28. Feb. 2016 | Hannes-Trinkl-Weltcupstrecke | Alexis Pinturault   | Marcel Hirscher  | Henrik Kristoffersen |
| 02. März 2020 | Hannes-Trinkl-Weltcupstrecke | Alexis Pinturault   | Filip Zubčić     | Henrik Kristoffersen |

### Alpine Kombination
| Datum         | Piste                        | 1. Platz                                                            | 2. Platz                                                            | 3. Platz                                                            |
| ------------- | ---------------------------- | ------------------------------------------------------------------- | ------------------------------------------------------------------- | ------------------------------------------------------------------- |
| 28. Feb. 2020 | Hannes-Trinkl-Weltcupstrecke | Aufgrund der Witterungsbedingungen auf den 1. März 2020 verschoben. | Aufgrund der Witterungsbedingungen auf den 1. März 2020 verschoben. | Aufgrund der Witterungsbedingungen auf den 1. März 2020 verschoben. |
| 01. März 2020 | Hannes-Trinkl-Weltcupstrecke | Alexis Pinturault                                                   | Mauro Caviezel                                                      | Aleksander Aamodt Kilde                                             |